# Ferguson Rotich
Ferguson Cheruiyot Rotich (Kericho, 30 novembre 1989) è un mezzofondista keniota, vincitore negli 800 metri piani della medaglia d'argento ai Giochi olimpici di Tokyo 2020 e del bronzo ai Mondiali di Doha 2019.

## Palmarès
| Anno | Manifestazione          | Sede           | Evento          | Risultato  | Prestazione | Note                                     |
| ---- | ----------------------- | -------------- | --------------- | ---------- | ----------- | ---------------------------------------- |
| 2013 | Mondiali                | Mosca          | 800 m piani     | Semifinale | dq          |                                          |
| 2014 | World Relays            | Nassau         | 4×800 m         | Oro        | 7'08"40     | Record dei campionati                    |
| 2014 | Giochi del Commonwealth | Glasgow        | 800 m piani     | 4º         | 1'46"09     |                                          |
| 2014 | Campionati africani     | Marrakech      | 800 m piani     | 4º         | 1'49"10     |                                          |
| 2015 | World Relays            | Nassau         | Staffetta mista | Argento    | 9'17"20     |                                          |
| 2015 | Mondiali                | Pechino        | 800 m piani     | 4º         | 1'46"35     |                                          |
| 2016 | Giochi olimpici         | Rio de Janeiro | 800 m piani     | 5º         | 1'43"55     |                                          |
| 2017 | World Relays            | Nassau         | 4×800 m         | Argento    | 7'13"70     | Miglior prestazione personale stagionale |
| 2017 | Mondiali                | Londra         | 800 m piani     | Semifinale | 1'46"49     |                                          |
| 2018 | Campionati africani     | Asaba          | 800 m piani     | 5º         | 1'46"33     |                                          |
| 2019 | Mondiali                | Doha           | 800 m piani     | Bronzo     | 1'43"82     |                                          |
| 2021 | World Relays            | Chorzów        | 2×2×400 mista   | Argento    | 3'41"78     | Miglior prestazione personale stagionale |
| 2021 | Giochi olimpici         | Tokyo          | 800 m piani     | Argento    | 1'45"23     |                                          |
| 2023 | Mondiali                | Budapest       | 800 m piani     | Batteria   | 1'46"53     |                                          |

## Campionati nazionali
2013
- Argento ai campionati kenioti, 800 m piani - 1'45"1

2014
- Oro ai campionati kenioti, 800 m piani - 1'44"88

2018
- Argento ai campionati kenioti, 800 m piani - 1'44"26

2023
- 6º ai campionati kenioti, 800 m piani - 1'45"93

2025
- 6º ai campionati kenioti, 800 m piani - 1'45"89

## Altre competizioni internazionali
2013
- Bronzo al Memorial Van Damme ( Bruxelles), 800 m piani - 1'43"22

2014
- Bronzo alla Doha Diamond League ( Doha), 800 m piani - 1'44"82

2015
- Bronzo all'Athletissima ( Losanna), 800 m piani - 1'44"44
- Argento alla Doha Diamond League ( Doha), 800 m piani - 1'44"53

2016
- Vincitore della Diamond League nella specialità degli 800 m piani
- 4º al Meeting de Paris ( Parigi), 800 m piani - 1'43"43
- Bronzo ai London Anniversary Games ( Londra), 800 m piani - 1'44"38
- Argento al Prefontaine Classic ( Eugene), 800 m piani - 1'44"56
- Oro al Bauhaus-Galan ( Stoccolma), 800 m piani - 1'45"07

2018
- Oro al Bauhaus-Galan ( Stoccolma), 1000 m piani - 2'14"88
- Bronzo al Memorial Van Damme ( Bruxelles), 800 m piani - 1'45"28

2019
- Argento all'Herculis ( Monaco), 800 m piani - 1'42"54
- Argento all'Athletissima ( Losanna), 800 m piani - 1'43"93

2020
- Oro alla Doha Diamond League ( Doha), 800 m piani - 1'44"16

2021
- Oro al Memorial Van Damme ( Bruxelles), 800 m piani - 1'43"81
- Argento al Prefontaine Classic ( Eugene), 800 m piani - 1'45"02
- Bronzo all'Athletissima ( Losanna), 800 m piani - 1'45"48

2022
- 9º all'Herculis ( Monaco), 1000 m piani - 2'17"00
- 8º al Memorial Van Damme ( Bruxelles), 800 m piani - 1'45"16
- 8º al Bauhaus-Galan ( Stoccolma), 800 m piani - 1'48"05
- 5º alla Doha Diamond League ( Doha), 800 m piani - 1'50"48